# Bradysia ravensburgensis
Bradysia ravensburgensis är en tvåvingeart som beskrevs av Hans-Georg Rudzinski och Drissner 1994. Bradysia ravensburgensis ingår i släktet Bradysia och familjen sorgmyggor.
Artens utbredningsområde är Tyskland. Arten är reproducerande i Sverige. Inga underarter finns listade i Catalogue of Life.